# サウスカロライナ州の郡一覧

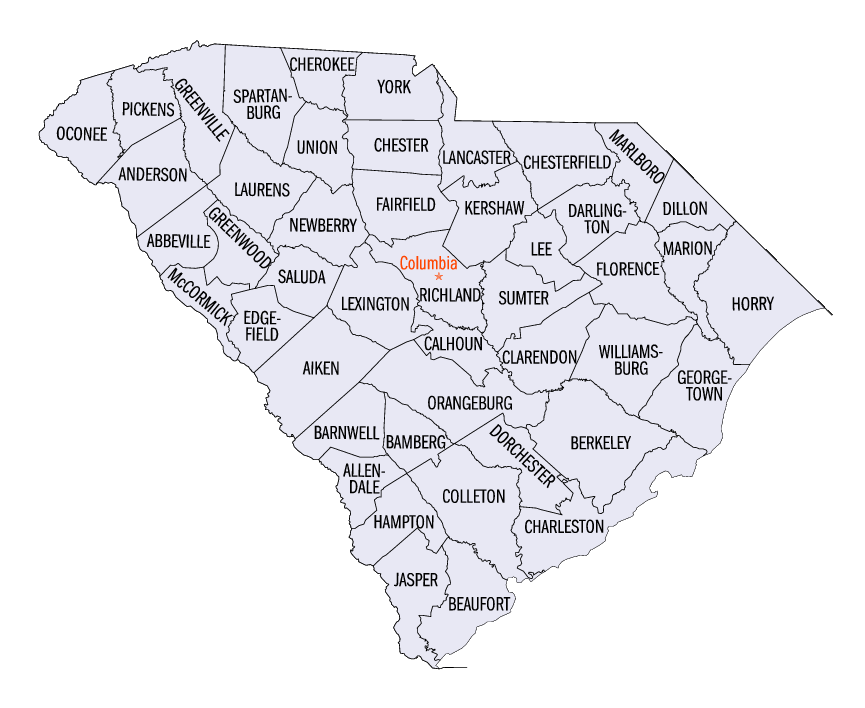
サウスカロライナ州の郡配置図

サウスカロライナ州の郡一覧は、アメリカ合衆国サウスカロライナ州内の郡の一覧である。
サウスカロライナ州内には46個の郡がある。この数は州法で認められる最大数である。郡の広さはカルフーン郡の392平方マイル (1,016km2) から、チャールストン郡の1,358平方マイル (3,517km2) まである。人口最少の郡はアレンデール郡の8,039人、最多の郡はグリーンビル郡の525,534人である（いずれも2020年国勢調査）。州都コロンビア市はリッチランド郡に、また州内で最も人口の多い都市チャールストン市はチャールストン郡にそれぞれ位置している。

## 歴史
サウスカロライナ州の植民地時代は、海岸周辺の土地が英国国教会の教区に相当するパリッシュに分けられていた。司法と選挙の機能を持った郡も幾つかあった。住民が後背地にも住むようになると、司法地区や新たな郡が形成された。この構造はアメリカ独立戦争後も継続し、増加していった。1800年、全ての郡が地区として改名された。1868年、この地区が郡に戻された。サウスカロライナ州古文書歴史省が、1682年からの郡、地区、パリッシュの境界を示す地図を持っている。
次の一覧はアルファベット順である。

## サウスカロライナ州の郡の一覧
| サウスカロライナ州の郡の一覧        | サウスカロライナ州の郡の一覧 | サウスカロライナ州の郡の一覧 | サウスカロライナ州の郡の一覧 | サウスカロライナ州の郡の一覧 | サウスカロライナ州の郡の一覧 |
| 郡名                                | 郡庁所在地                   | 設立年                       | 人口 （2020年）              | 陸地面積 (km2)               | 地図                         |
| ----------------------------------- | ---------------------------- | ---------------------------- | ---------------------------- | ---------------------------- | ---------------------------- |
| アベビル郡 Abbeville                | アベビル                     | 1785年                       | 24,295                       | 1,323                        |                              |
| エイキン郡 Aiken                    | エイキン                     | 1871年                       | 168,808                      | 2,797                        |                              |
| アレンデール郡 Allendale            | アレンデール                 | 1919年                       | 8,039                        | 1,070                        |                              |
| アンダーソン郡 Anderson             | アンダーソン                 | 1826年                       | 203,718                      | 1,961                        |                              |
| バンバーグ郡 Bamberg                | バンバーグ                   | 1897年                       | 13,311                       | 1,023                        |                              |
| バーンウェル郡 Barnwell             | バーンウェル                 | 1798年                       | 20,589                       | 1,443                        |                              |
| ビューフォート郡 Beaufort           | ビューフォート               | 1769年                       | 187,117                      | 2,391                        |                              |
| バークレー郡 Berkeley               | モンクスコーナー             | 1882年                       | 229,861                      | 3,181                        |                              |
| カルフーン郡 Calhoun                | セントマシューズ             | 1908年                       | 14,119                       | 1,015                        |                              |
| チャールストン郡 Charleston         | チャールストン               | 1769年                       | 408,235                      | 3,517                        |                              |
| チェロキー郡 Cherokee               | ガフニー                     | 1897年                       | 56,216                       | 1,028                        |                              |
| チェスター郡 Chester                | チェスター                   | 1785年                       | 32,294                       | 1,518                        |                              |
| チェスターフィールド郡 Chesterfield | チェスターフィールド         | 1798年                       | 43,273                       | 2,088                        |                              |
| クラレンドン郡 Clarendon            | マニング                     | 1855年                       | 31,144                       | 1,803                        |                              |
| コレトン郡 Colleton                 | ウォルターボロ               | 1800年                       | 38,604                       | 2,934                        |                              |
| ダーリントン郡 Darlington           | ダーリントン                 | 1785年                       | 62,905                       | 1,469                        |                              |
| ディロン郡 Dillon                   | ディロン                     | 1910年                       | 28,292                       | 1,054                        |                              |
| ドーチェスター郡 Dorchester         | セントジョージ               | 1868年                       | 161,540                      | 1,494                        |                              |
| エッジフィールド郡 Edgefield        | エッジフィールド             | 1785年                       | 25,657                       | 1,313                        |                              |
| フェアフィールド郡 Fairfield        | ウィンズボロ                 | 1785年                       | 20,948                       | 1,839                        |                              |
| フローレンス郡 Florence             | フローレンス                 | 1888年                       | 137,059                      | 2,082                        |                              |
| ジョージタウン郡 Georgetown         | ジョージタウン               | 1769年                       | 63,404                       | 2,681                        |                              |
| グリーンビル郡 Greenville           | グリーンビル                 | 1798年                       | 525,534                      | 2,059                        |                              |
| グリーンウッド郡 Greenwood          | グリーンウッド               | 1897年                       | 69,351                       | 1,199                        |                              |
| ハンプトン郡 Hampton                | ハンプトン                   | 1787年                       | 18,561                       | 1,458                        |                              |
| オリー郡 Horry                      | コンウェイ                   | 1801年                       | 351,029                      | 3,250                        |                              |
| ジャスパー郡 Jasper                 | リッジランド                 | 1912年                       | 28,791                       | 1,813                        |                              |
| カーショー郡 Kershaw                | カムデン                     | 1798年                       | 65,403                       | 1,917                        |                              |
| ランカスター郡 Lancaster            | ランカスター                 | 1798年                       | 96,016                       | 1,437                        |                              |
| ローレンス郡 Laurens                | ローレンス                   | 1785年                       | 67,539                       | 1,875                        |                              |
| リー郡 Lee                          | ビショップビル               | 1902年                       | 16,531                       | 1,064                        |                              |
| レキシントン郡 Lexington            | レキシントン                 | 1804年                       | 293,991                      | 1,963                        |                              |
| マリオン郡 Marion                   | マリオン                     | 1800年                       | 29,183                       | 1,279                        |                              |
| マルボロ郡 Marlboro                 | ベネッツビル                 | 1798年                       | 26,667                       | 1,256                        |                              |
| マコーミック郡 McCormick            | マコーミック                 | 1914年                       | 9,526                        | 1,020                        |                              |
| ニューベリー郡 Newberry             | ニューベリー                 | 1785年                       | 37,719                       | 1,676                        |                              |
| オコニー郡 Oconee                   | ウォルハラ                   | 1868年                       | 78,607                       | 1,746                        |                              |
| オレンジバーグ郡 Orangeburg         | オレンジバーグ               | 1769年                       | 84,223                       | 2,922                        |                              |
| ピケンズ郡 Pickens                  | ピケンズ                     | 1826年                       | 131,404                      | 1,326                        |                              |
| リッチランド郡 Richland             | コロンビア                   | 1799年                       | 416,147                      | 1,999                        |                              |
| サルーダ郡 Saluda                   | サルーダ                     | 1896年                       | 18,862                       | 1,197                        |                              |
| スパータンバーグ郡 Spartanburg      | スパータンバーグ             | 1785年                       | 327,997                      | 2,121                        |                              |
| サムター郡 Sumter                   | サムター                     | 1798年                       | 105,556                      | 1,766                        |                              |
| ユニオン郡 Union                    | ユニオン                     | 1798年                       | 27,244                       | 1,336                        |                              |
| ウィリアムズバーグ郡 Williamsburg   | キングスツリー               | 1802年                       | 31,026                       | 2,427                        |                              |
| ヨーク郡 York                       | ヨーク                       | 1798年                       | 282,090                      | 1,803                        |                              |

## 廃止されたパリッシュ、郡、地区

### パリッシュ
- セントレイクス・パリッシュ、1767年5月23日に植民地議会が創設、ヒルトンヘッド島と隣接本土にあった

### 郡
- クレイブン郡、植民地領主が1682年に設立
- グランビル郡、植民地領主が1686年に設立
- オレンジ郡、1785年-1791年
- ルイスバーグ郡、1785年-1791年
- ウィントン郡、現在のバーンウェル郡
- リバティ郡、現在のマリオン郡
- ウィニア郡、現在のジョージタウン郡
- クレアモント郡
- セイラム郡

### 地区
- シェロー地区、1769年設立
- カムデン地区、1769年設立
- ナインティシックス地区、1769年設立
- ピンクニー地区、1791年-1798年
- ワシントン地区、1785年-1798年
- ペンドルトン地区、1789にチェロキー族の土地から設立

## 提案されている郡
- バーチ郡、2013年に提案（レキシントン郡とリッチランド郡の一部を合わせる）